# هوامپو (آپوریماک)
هوامپو (به اسپانیایی: Huampo) یک کوه در پرو است که در Peru, Apurímac Region واقع شده‌است. هوامپو ۴٬۰۰۰ متر بالاتر از سطح دریا واقع شده‌است.